# Chapelle Saint-Pierre d'Ercé
La chapelle Saint-Pierre d'Ercé est un édifice religieux catholique situé à Ercé, dans le département de l'Ariège en France.

## Localisation
La chapelle se situe à l'entrée du village d'Ercé au bord de la RD 32 et proche du Garbet.

## Histoire
Son origine est datée au XIe siècle.
Dans les années 1970, la direction de l'équipement proposait de raser cette chapelle trop proche de la route, la municipalité s'y opposa.
La chapelle est inscrite à l'inventaire des monuments historiques par arrêté du 19 mars 1979.

## Description
Chapelle à nef rectangulaire à chevet plat avec un clocheton à une arcade à l'ouest. Le portail roman est orné sur sa droite par un étonnant bas-relief représentant saint Pierre.
En octobre 1996 est installée la cloche "Simone", ainsi dénommée en honneur à l'historienne Simone Henry, présidente de l'association des Amis de Saint-Lizier et du Couserans qui en a assuré le financement.

### Intérieur
Le maître autel, le retable monumental et le tabernacle sont en bois sculptés et datent du XVIIIe siècle.

### Mobilier
Le maître autel, le retable monumental, le tabernacle et le tableau de saint Pierre sont classés au titre objet des monuments historiques depuis 1984.

## Galerie

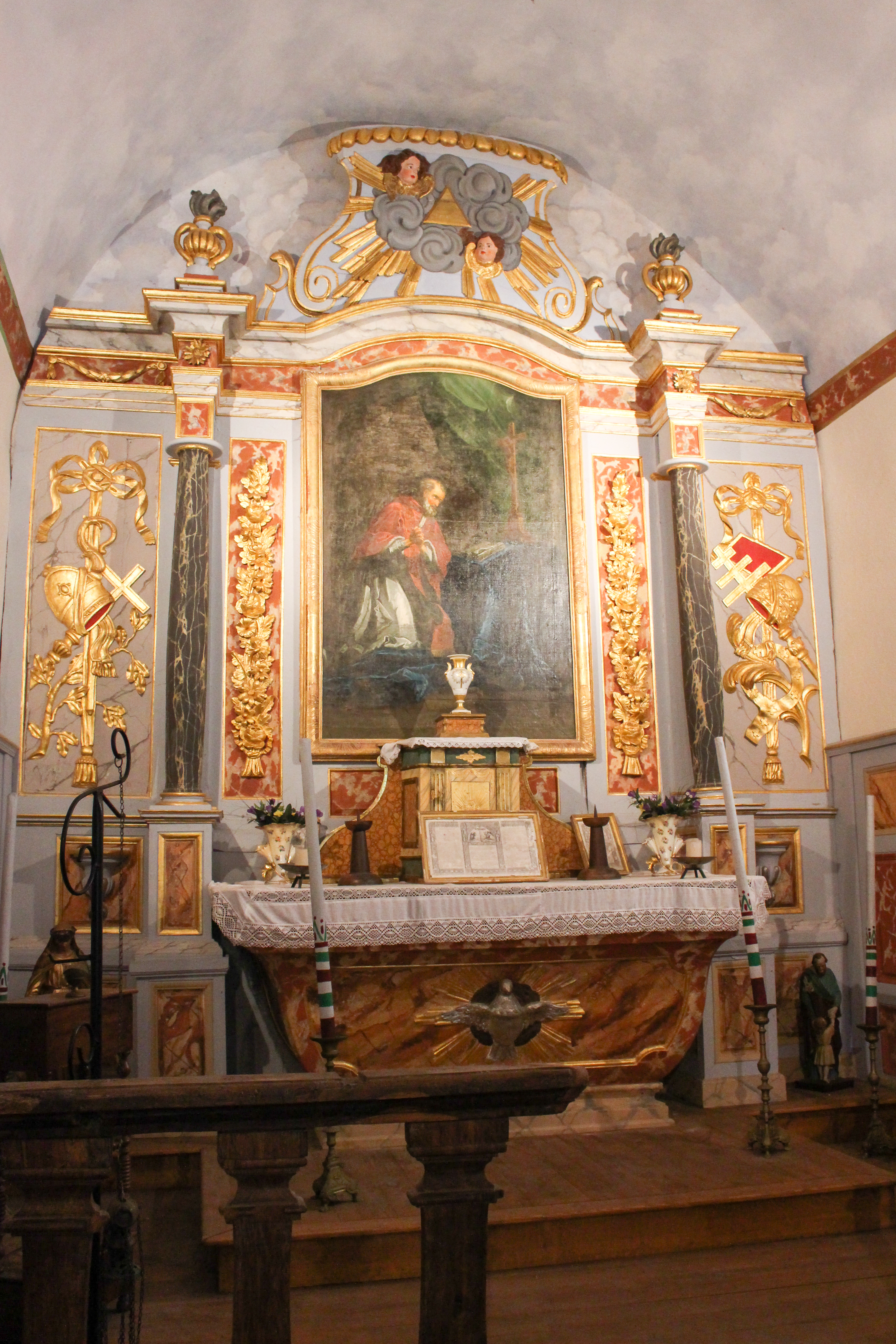
Maître autel, tabernacle et retable monumental.
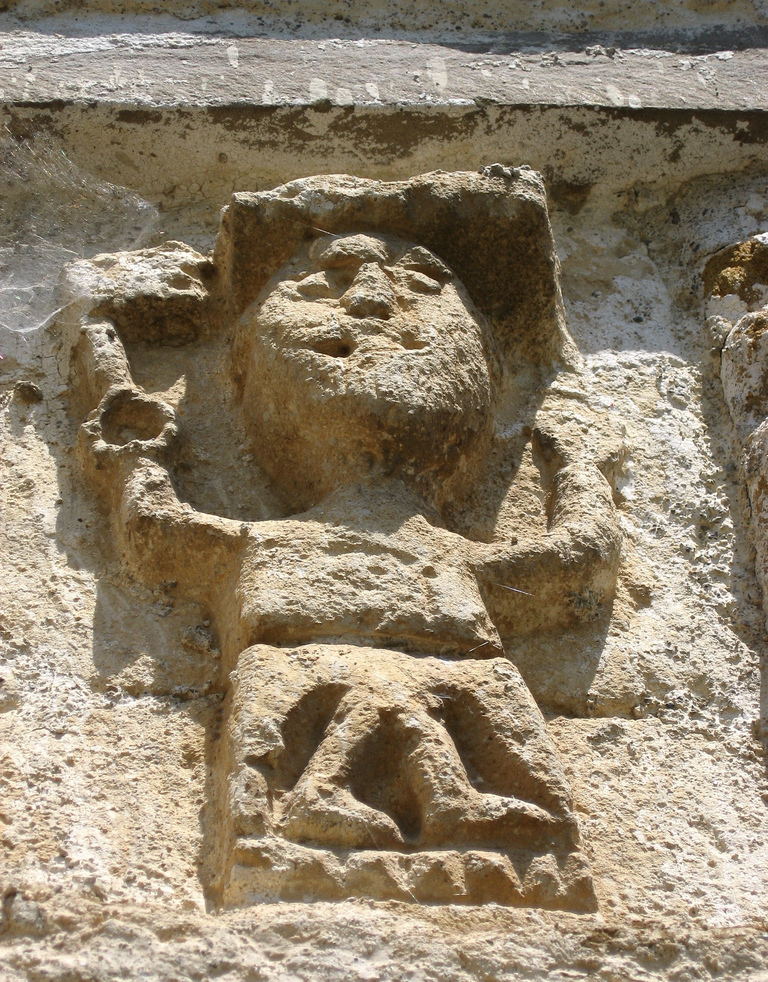
Sculpture représentant saint Pierre.